# Bunga Tanjung (Datuk Bandar Timur)
Bunga Tanjung is een bestuurslaag in het regentschap Tanjung Balai van de provincie Noord-Sumatra, Indonesië. Bunga Tanjung telt 7015 inwoners (volkstelling 2010).